# Северное эхо (Вологда)
«Северное эхо» («Эхо») — газета либерального направления, выходившая в Вологде в 1913—1918 годах.

## История
Газету основал издатель И. П. Пошешулин. Первый номер вышел 8 февраля 1913 года, но в мае того же года газета под давлением властей была закрыта. Газета выходила три раза в неделю, редакторами были А. А. Тропин, И. П. Пошешулин, Ф. Д. Никулин, издателями И. П. Пошешулин, затем Е. В. Пошешулина.
С мая 1913 года по апрель 1917 года газета выходила под названием «Эхо», также три раза в неделю, редакторами были М. С. Фёдоров, И. П. Пошешулин, издателем Е. В. Пошешулина. В тот период это была «обычная городская газета» без определённого политического направления, хотя с симпатией к идеям либерализма. Около трети статей были посвящены происшествиям: самоубийствам, несчастным случаям. Газета постоянно критиковала городскую власть, а также другие газеты, особенно «Вологодский листок». В газете печаталось много рекламы, которая была одним из основных источников дохода.
В апреле 1917 года губернский комитет Партии народной свободы (кадетская партия) купил у Пошешулина его газету и типографию, и с апреля газета стала выходить под старым названием «Северное эхо» в качестве органа губкома ПНС. В 1917—1918 годах газета выходила три раза в неделю, редакторами были А. М. Виноградов, И. И. Шеляпин, П. Ю. Зубов, П. И. Феофилов, Л. И. Андреевский. Газета стала более популярной, к августу 1917 года тираж достиг 5000 экземпляров. Газета продолжала существовать и после запрещения ПНС, резко критикуя политику большевиков, в том числе подписание Брестского мира. К лету 1918 года газета заняла более проправительственную позицию, в частности осудила восстание Чехословацкого корпуса, но это не спасло её от закрытия. В августе 1918 года все газеты Вологды, кроме «Известий Вологодского Совета рабочих и солдатских депутатов», были закрыты.
Подробные, но неполные подшивки «Северного эха» хранятся в Государственном архиве Вологодской области и в Вологодской областной универсальной научной библиотеке имени И. В. Бабушкина.